# Sumitrosis ancoroides
Sumitrosis ancoroides är en skalbaggsart som först beskrevs av Schaeffer 1933.  Sumitrosis ancoroides ingår i släktet Sumitrosis och familjen bladbaggar. Inga underarter finns listade i Catalogue of Life.